# 友田三八二
友田 三八二（ともだ みやじ、1905年8月22日 - 2002年2月9日）は、日本の経営者、工学博士。横河電機製作所(現在の横河電機)社長を務めた。広島県出身。

## 経歴・人物
1927年に広島高等工業学校電気工学科を卒業し、同年に横河電機製作所(現在の横河電機)に入社。1940年7月に取締役に就任し、1949年12月に常務、1960年11月に副社長を経て、1966年11月に社長に就任し、1971年6月までに務めた。
1958年4月に紫綬褒章を受章し、1975年11月に勲三等旭日中綬章を受章。
2002年2月9日肺炎のために死去。96歳没。